# Нога Олександр Павлович
Олесь (Олександр) Павлович Нога (нар. 27 листопада 1959, Львів) — український мистецтвознавець, дослідник історії культури Львова та України. Кандидат мистецтвознавства (1995), старший науковий співробітник Інституту народознавства НАН України, член Національної спілки художників України (1993).

## Життєпис і діяльність
Закінчив Львівське училище прикладного мистецтва імені Івана Труша (1980), Львівський державний інститут прикладного і декоративного мистецтва за спеціальністю «Художня кераміка» (1985) та аспірантуру Інституту народознавства НАН України за спеціальністю «Декоративно-прикладне мистецтво» (1994).
Науковий співробітник Відділу народного мистецтва Інституту народознавства НАН України; кандидат мистецтвознавства; кандидатська дисертація «Художньо-промислова кераміка Галичини кінця XIX — початку XX століть» (1995).
Автор монографій: «Іван Левинський. Художник, архітектор, промисловець, педагог, громадський діяч» (1993), «Давид Бурлюк і мистецтво всесвітнього авангарду» (1993), «Кераміка Галичини кінця XIX — початку XX ст. в контексті міжнародних зв'язків: Контакти і взаємовпливи» (1994, у співавторстві з Ростиславом Шмагалом), «Три всесвітньо невідомі постаті українського авангарду» (1994), «Призначення метелика» (1994), «Соня Делоне повертається на Україну через Львів» (1996, у співавторстві з Іриною Кодлубай), «Проект пам'ятника Івану Левинському» (1997), «Іоанн Косинін пророк анти-сюрреалізму зі Львова» (1999), «Українська художньо-промислова кераміка Галичини (1840—1940)» (2001), «Прадавня Україна. Історія, культура, вбрання. XXV тис. до н. е. — VII ст.» (2001, у співавторстві з Іриною Кодлубай), «Михайло Адальбертович Стефанівський: Історія життя та творчої діяльності (1878—1952)» (2004).
Досліджує, зокрема історію культури Львова (архітектура, скульптура, кераміка, мода, спорт), розвиток українського авангарду. Автор ряду життєписів діячів української культури (Іван Левинський, Михайло Стефанівський, Іван Косинін, Наталія Давидова (Гудим-Левкович) та ін.).
Автор кількох книжок на спортивну тематику — «Світ львівського спорту 1900—1939 рр. Спортдосягнення, товариства, архітектура, вбрання, мистецтво» (2004), «Пропам'ятна книга історії 1-го чемпіонату світу зі стрільби з лука, а також утворення Міжнародної Федерації зі стрільби з лука 1931 року у Львові» (2006), «Український баскетбол 1908 — 2008» (2008), «Український хокей з шайбою: до 100-річчя становлення та розвитку хокею з шайбою в Україні» (2011, співавтор), "Архітектор Григорій Пежанський та розвиток фізичної культури в Галичині наприкінці XIX — на початку XX століття" (2016, у співавторстві з Ігорем Савицьким).
Член Національної експертної керамологічної ради щорічних Національних конкурсів публікацій на теми керамології, гончарства, кераміки в Україні «КеГоКе» (з 2007).
Член Наукового товариства імені Т. Шевченка (1992). За дослідження в галузі історії, культури та мистецтва нагороджений премією президента України (1995), премією для найкращого молодого науковця Західної України імені С. Гжицького (1995), премією в галузі мистецтвознавства «Львівська слава» (2000).